# Grisollea thomassetii
Grisollea thomassetii là một loài thực vật thuộc họ Stemonuraceae. Đây là loài đặc hữu của Seychelles.